# M'Bahiakro (département)
Pour l’article homonyme, voir M'Bahiakro.
Le département de M’Bahiakro est un département de Côte d'Ivoire. 